# 藤田ゆみ子
藤田 ゆみ子（ふじた ゆみこ、1955年11月17日 - ）は、元高知さんさんテレビのアナウンサー。高知県香美郡野市町（現・香南市）出身。神戸市外国語大学卒業。血液型A型。
1997年、開局したばかりの高知さんさんテレビに入社。同期に辻史子、小澤良太、沖田総平がいる。

## 出演番組
- SUNSUN高知インフォメーション
- 医療最前線
- 知っとく高知県（高知県広報番組）
- SUNSUNスーパーニュース
- 地域密着テレビSUNSUNゆみちゃんねる